# Strani amori (singolo)
Strani amori è un brano musicale della cantante italiana Laura Pausini, con la quale si qualifica 3ª nella sezione Campioni al Festival di Sanremo nel 1994.
Il brano viene tradotto in lingua spagnola con il titolo Amores extraños. Fra le canzoni di Laura Pausini è la preferita dai tenori italiani.

## Strani amori

### Il brano
Strani amori è il 1° singolo che anticipa l'uscita dell'album Laura del 1994, trasmesso in radio da febbraio. La musica è composta da Angelo Valsiglio e Roberto Buti; il testo è scritto da Cheope, Marco Marati e Francesco Tanini. Il brano viene cantato da Laura Pausini al Festival di Sanremo 1994 e si classifica al 3º posto nella sezione Campioni.
Le classifiche regalano ancora una volta la prima posizione e conferma Laura Pausini un grande talento. Tale canzone sale in vetta alla graduatoria delle Hot Latin Tracks di Billboard e la conduce al primo posto delle rivelazioni femminili del 1995, davanti alla popstar americana Mariah Carey.
Il brano viene trasmesso in radio; viene realizzato il videoclip. Nel 1999 il videoclip di Strani amori viene inserito nella VHS Video collection 93-99. Il brano viene poi inserito nell'album del 2001 The Best of Laura Pausini - E ritorno da te in una nuova versione.

### Il video
Il videoclip di Strani amori è stato diretto da Marco Della Fonte e girato a Firenze. In bianco e nero, Laura Pausini canta mentre accanto a lei scorrono immagini di ragazzi e ragazze, eterosessuali e omosessuali, alle prese con la fine delle loro storie d'amore.

### Tracce
CDS - 745099557423 Warner Music Italia (1994)
1. Strani amori
2. Strani amori (Instrumental)

CDS - 745099557492 Warner Music Europa (1994)
1. Strani amori
2. Strani amori (Instrumental)

CDS - 0630160062 Warner Music Italia (1996)
1. Incancellabile
2. Strani amori
3. Gente (Italian Version)
4. Incancellabile (Instrumental)

Download digitale
1. Strani amori
2. Strani amori (New Version)

### Classifiche
| Classifica (1994-95) | Posizione massima |
| -------------------- | ----------------- |
| Belgio (Fiandre)     | 2                 |
| Cile                 | 1                 |
| Francia              | 43                |
| Italia               | 2                 |
| Messico              | 9                 |
| Paesi Bassi          | 4                 |
| Perù                 | 3                 |
| Portorico            | 2                 |

### Classifiche di fine anno
| Classifica (1994) | Posizione |
| ----------------- | --------- |
| Belgio (Fiandre)  | 15        |
| Italia            | 34        |
| Paesi Bassi       | 41        |

## Amores extraños

### Il brano
Nel 1994 la canzone Strani amori viene tradotta in lingua spagnola da Badia con il titolo Amores extraños. Viene inserita nel primo album in lingua spagnola Laura Pausini ed estratta come 3° singolo nel 1995 in Spagna e in America Latina. Il brano viene trasmesso in radio; viene realizzato il videoclip.
Nel 1999 il videoclip di Amores extraños viene inserito nella VHS Video collection 93-99. Il brano è poi inserito nell'album del 2001 Lo mejor de Laura Pausini - Volveré junto a ti in una nuova versione. L’8 gennaio 2019 riceve una nomination al Premio Lo Nuestro nella canzone replay dell’anno.

### Il video
Il videoclip di Amores extraños è stato diretto da Stefano Salvati.

### Tracce
CDS - Promo 4509986812 Warner Music Latina (1995)
1. Amores extraños

CDS - Promo Warner Music Europa (1995)
1. Amores extraños

Download digitale
1. Amores extraños
2. Amores extraños (New Version)

### Classifiche
Posizioni massime
| Classifica (1995)            | Posizione |
| ---------------------------- | --------- |
| Stati Uniti (Latin Song)     | 7         |
| Stati Uniti (Latin Pop Song) | 1         |

## Pubblicazioni
Strani amori viene inserita anche nell'album Laura Pausini del 1995; in una versione rinnovata nell'album The Best of Laura Pausini - E ritorno da te del 2001; in un'altra versione rinnovata nell'album 20 - The Greatest Hits del 2013; in versione Live nel DVD Live 2001-2002 World Tour del 2002 (video), negli album Live in Paris 05 del 2005 (Medley audio e video), San Siro 2007 del 2007 (Medley audio e video) e Fatti sentire ancora/Hazte sentir más del 2018 (Medley Acustico video).
Strani amori viene inoltre inserita nelle compilation Supersanremo 94 del 1994 e Una canzone per te del 1998.
Amores extraños viene inserita anche nell'album Lo mejor de Laura Pausini - Volveré junto a ti del 2001 in una versione rinnovata; in un'altra versione rinnovata nell'album 20 - Grandes Exitos del 2013; in versione Live nel DVD Live 2001-2002 World Tour del 2002 (video) e negli album Laura Live World Tour 09 e Laura Live Gira Mundial 09 del 2009 (audio e video).

## Cover e duetti
Nel 1994 la cantante portoricana Olga Tañón realizza una cover di Amores extraños inserendola nell'album Siente El Amor.
Nel 1995 il cantante brasiliano Renato Russo realizza una cover di Strani amori inserendola nell'album Equilíbrio Distante. Nel 2010, dopo la sua morte, Laura Pausini ri-registra il brano mescolandolo con la versione di Renato Russo, realizzando così un duetto virtuale che viene inserito nell'album commemorativo in ricordo del cantante, intitolato Duetos.

## Curiosità
- Il brano viene citato nella canzone Senza te o con te di Annalisa Minetti nel verso "Laura sta cantando storie di strani amori".